# Kasteel Ter Horst (Loenen)

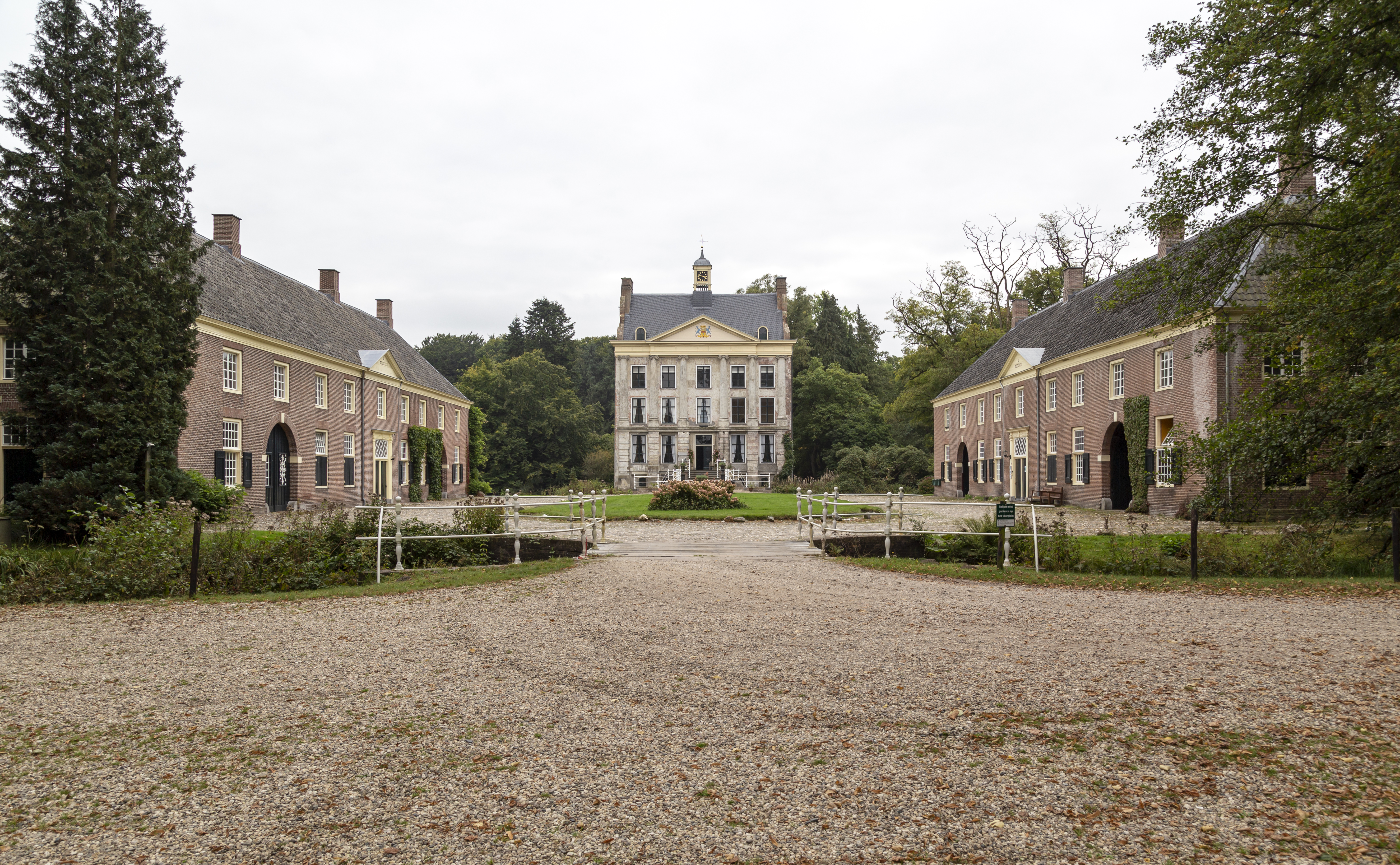
Kasteel Ter Horst, september 2021

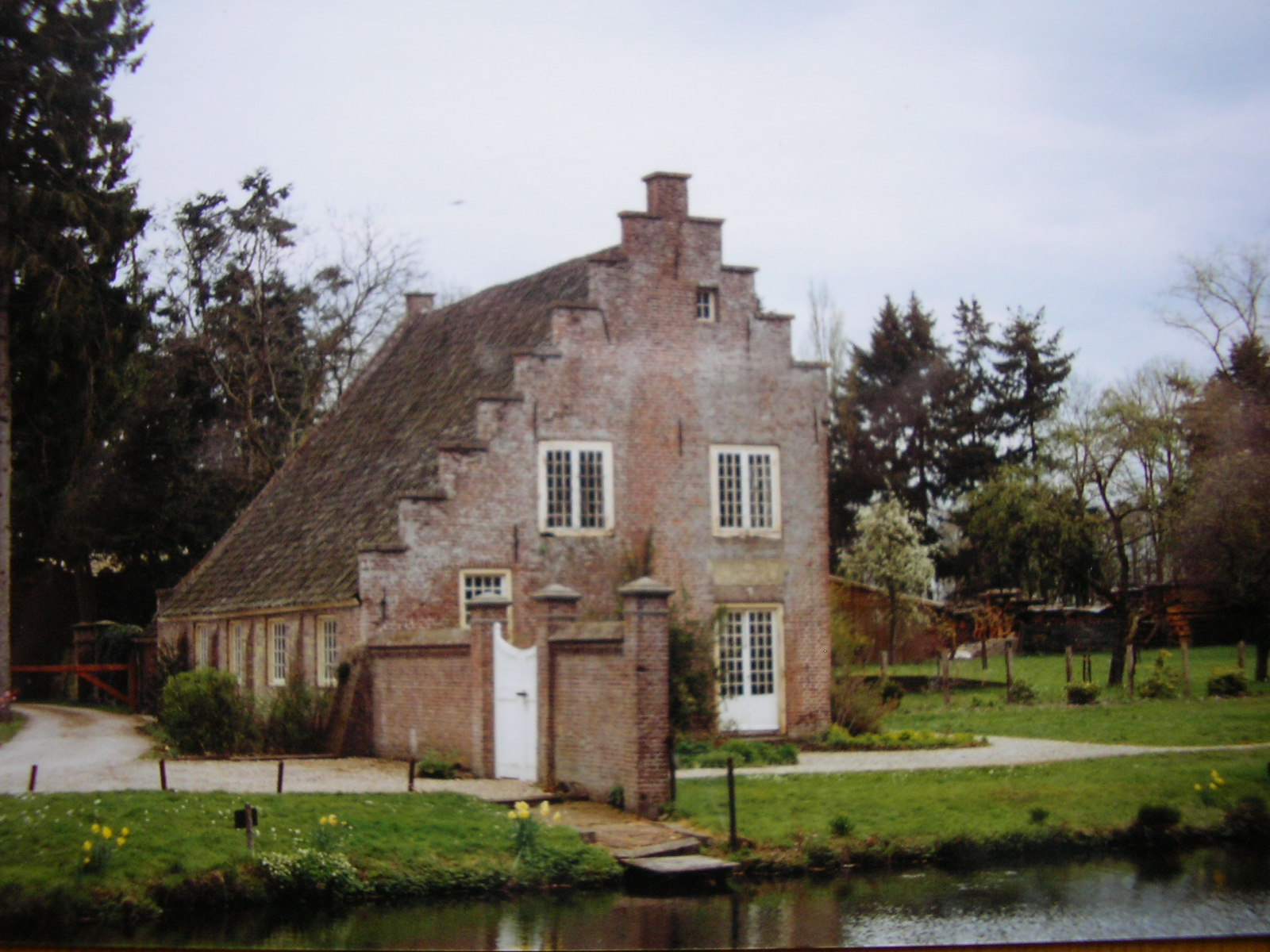
Oranjerie van kasteel Ter Horst

Ter Horst is een kasteel ten noordoosten van het dorp Loenen, in de Nederlandse provincie Gelderland, aan de weg naar Klarenbeek. Het kasteel is een rijksmonument.
De naam Ter Horst zou afkomstig kunnen zijn van het woord 'horst': een hooggelegen stuk grond in een moerasgebied.

## Geschiedenis
Mogelijk stond er al in de 15e eeuw een woontoren, maar bewijs hiervoor is onduidelijk. Het zou ook om een spieker kunnen gaan waar graanopslag plaatsvond, of om een boerderij. Rond 1460 was Henrick van Doirninck de eigenaar.

### Hackfort
In 1537 kreeg Olivier Hackfort vier hoeven met grond in pacht van hertog Karel van Gelre. Oliviers zoon Wynant, de toenmalige burgemeester van Arnhem, liet in 1557 het huidige kasteel bouwen, al dan niet als uitbreiding van een ouder bouwwerk. Dit kasteel had zowel aan beide zijgevels als aan de ingangsgevel topgevels, die typisch zijn voor deze tijd.
De katholiek gebleven Alard Hackfort vertrok uit Arnhem om zich in 1610 definitief op Ter Horst te vestigen. In 1631 werd Ter Horst opgedragen aan de Staten van Gelderland, waarna Olivier Hackfort het weer in leen terugkreeg. Zijn nazaat Alard Wijnand ging eind 18e eeuw van start met een grootschalige verbouwing en modernisering van het huis, die na zijn overlijden in 1784 werd voortgezet door zijn zoon Olivier Gerard Willem Joseph Hackfort. De Arnhemse architect Roelof Roelofs Viervant veranderde de vroegere achterzijde in de voorzijde en andersom. Daarbij kreeg het kasteel zijn huidige neoclassicistische natuurstenen voorgevel met Ionische halfzuilen, die sterk geleek op de iets oudere voorgevel van Felix Meritis aan de Keizersgracht in Amsterdam, dat in 1787-1789 door Jacob Otten Husly was gebouwd. Verder werden tijdens deze verbouwing het huidige voorplein, de bijgebouwen en een brug tussen het kasteel en het voorplein aangelegd. In het linker bijgebouw is een voormalige schuilkapel, die dienst heeft gedaan als rooms-katholieke kerk voor Loenen. De kapel heeft een opvallend barokken altaar met bijzondere marmerschilderingen uit 1792.
De oranjerie werd vóór 1550 wellicht gebruikt als graanschuur of als kerk. Vanaf 1781 kreeg het de functie van oranjerie. In die tijd diende deze schuur waarschijnlijk als kerk; dit lijkt waarschijnlijk omdat kerklijsten uit 1557 aangeven dat er in het bisdom van Deventer een kerk stond op het landgoed van kasteel Ter Horst.

### Van Wijnbergen en Van Lynden
In 1862 kwam het huis door een huwelijk in het bezit van de familie Van Wijnbergen. In 1890 zetten zij Ter Horst te koop, maar de verkoop werd afgeblazen en het kasteel werd verhuurd. In 1906 werd het kasteel alsnog verkocht. De nieuwe eigenaar verkocht het echter na een jaar weer door aan oud-minister Robert Melvil baron van Lynden en zijn vrouw, die het restaureerden en als buitenverblijf gebruikten.
In 1924 werd Ter Horst verkocht in losse kavels. Eerst kwam het bij de familie Van Leeuwen in bezit, sinds 1933 bij de familie Russelman.

## Trivia
- Tot 1927 was de kasteelheer ook eigenaar van de nabijgelegen eeuwenoude watermolen en papierfabriek 'De Middelste Molen'.
- Het kasteel is een trouwlocatie van de gemeente Apeldoorn.